# Roar Strand
Roar Strand (ur. 2 lutego 1970 w Trondheim) – norweski piłkarz grający na pozycji ofensywnego pomocnika.

## Kariera klubowa
Strand pochodzi z Trondheim, a jego pierwszym klubem w karierze był tamtejszy Nardo Trondheim. W 1989 roku Roar przeszedł do innego klubu z tego miasta, Rosenborga Trondheim i wtedy też zadebiutował w jego barwach w pierwszej lidze. W swoim pierwszym sezonie rozegrał dla Rosenborga 12 spotkań i nie zdobył gola, a jego pierwszym sukcesem było wywalczenie wicemistrzostwa Norwegii. Natomiast w 1990 roku grał już w pierwszym składzie Rosenborga i sięgnął po swój pierwszy tytuł mistrza kraju, a także po pierwszy Puchar Norwegii. W 1991 roku Rosenborg nie obronił tytułu i był drugi w lidze, a w 1992 roku Strand wraz z partnerami z boiska sięgnął po dublet. W 1993 roku Roar został na rok wypożyczony do Molde FK, któremu pomógł w utrzymaniu w lidze po fazie play-off. W 1994 roku wrócił do Rosenborga i po raz trzeci w karierze został mistrzem kraju. W 1995 roku po raz pierwszy awansował z Rosenborgiem do fazy grupowej Ligi Mistrzów, ale klub z Trondheim zajął 3. miejsce w grupie za Spartakiem Moskwa i Legią Warszawa. W tym samym roku sięgnął po kolejny dublet, a następnie w latach 1996-2004 jeszcze dziewięciokrotnie z rzędu doprowadził Rosenborg do mistrzowskiego tytułu. W tym okresie dwukrotnie zdobywał krajowy puchar w latach 1999 i 2003, a od 1995 do 2002 ośmiokrotnie z rzędu występował w fazie grupowej Ligi Mistrzów. W 2005 roku zajął z Rosenborgiem dopiero 7. miejsce w lidze, ale już w 2006 roku po raz czternasty został mistrzem Norwegii. Natomiast w 2007 roku Rosenborg nie obronił tytułu zajmując 5. pozycję w Tippeligaen. W 2009 Strand zdobył kolejne w karierze mistrzostwo kraju. W 2010 roku zakończył karierę.
Strand jest rekordzistą pod względem występów w Rosenborgu. Ma na koncie ponad 100 spotkań w europejskich pucharach, w tym większość w Lidze Mistrzów. Natomiast w lidze rozegrał 440 spotkań (stan na koniec sezonu 2010).
| Sezon | Klub         | Kraj     | Rozgrywki   | Mecze | Bramki |
| ----- | ------------ | -------- | ----------- | ----- | ------ |
| 1989  | Rosenborg BK | Norwegia | Tippeligaen | 12    | 0      |
| 1990  | Rosenborg BK | Norwegia | Tippeligaen | 19    | 6      |
| 1991  | Rosenborg BK | Norwegia | Tippeligaen | 22    | 3      |
| 1992  | Rosenborg BK | Norwegia | Tippeligaen | 17    | 1      |
| 1993  | Molde FK     | Norwegia | Tippeligaen | 22    | 9      |
| 1994  | Rosenborg BK | Norwegia | Tippeligaen | 22    | 6      |
| 1995  | Rosenborg BK | Norwegia | Tippeligaen | 23    | 4      |
| 1996  | Rosenborg BK | Norwegia | Tippeligaen | 23    | 3      |
| 1997  | Rosenborg BK | Norwegia | Tippeligaen | 23    | 2      |
| 1998  | Rosenborg BK | Norwegia | Tippeligaen | 23    | 12     |
| 1999  | Rosenborg BK | Norwegia | Tippeligaen | 13    | 4      |
| 2000  | Rosenborg BK | Norwegia | Tippeligaen | 17    | 5      |
| 2001  | Rosenborg BK | Norwegia | Tippeligaen | 25    | 8      |
| 2002  | Rosenborg BK | Norwegia | Tippeligaen | 19    | 2      |
| 2003  | Rosenborg BK | Norwegia | Tippeligaen | 18    | 2      |
| 2004  | Rosenborg BK | Norwegia | Tippeligaen | 23    | 4      |
| 2005  | Rosenborg BK | Norwegia | Tippeligaen | 23    | 4      |
| 2006  | Rosenborg BK | Norwegia | Tippeligaen | 18    | 3      |
| 2007  | Rosenborg BK | Norwegia | Tippeligaen | 20    | 2      |
| 2008  | Rosenborg BK | Norwegia | Tippeligaen | 21    | 4      |
| 2009  | Rosenborg BK | Norwegia | Tippeligaen | 22    | 1      |
| 2010  | Rosenborg BK | Norwegia | Tippeligaen | 13    | 3      |

## Kariera reprezentacyjna
W reprezentacji Norwegii Strand zadebiutował 5 czerwca 1994 roku w przegranym 0:2 towarzyskim meczu ze Szwecją. W 1994 roku został powołany przez selekcjonera Egila Olsena na Mistrzostwa Świata w USA, na których nie wystąpił w żadnym spotkaniu. W 1998 roku zaliczył swój drugi turniej o mistrzostwo świata. Na Mundialu we Francji zagrał w trzech spotkaniach: grupowych ze Szkocją (1:1) i z Brazylią (2:1), a także w 1/8 finału z Włochami (0:1).
W 2000 Strand wystąpił wraz z Norwegią na Euro 2000. Tam zaliczył dwa spotkania: z Jugosławią (0:1) oraz ze Słowenią. Ostatni mecz w kadrze rozegrał w 2003 roku przeciwko Hiszpanii (1:2). Łącznie w drużynie narodowej wystąpił 42 razy i strzelił 4 gole.